# 1970 في كوستاريكا
فيما يلي قوائم الأحداث التي وقعت خلال عام 1970 في كوستاريكا.

## سياسة

### تعيين في المنصب
- 8 مايو – خوسيه فيغيريس فيرير رئيس كوستاريكا.

### انتهاء فترة المنصب
- 8 مايو – خوسيه خواكين تريخوس فرنانديز رئيس كوستاريكا.

## مواليد

### نوفمبر
- 8 نوفمبر – خوسيه بوراس لاعب كرة قدم كوستاريكي.[1]

### ديسمبر
- 20 ديسمبر – ماوريسيو رايت[2]

## وفيات

### يونيو
- 9 يونيو – رافاييل أنخيل كالديرون (مواليد 1900)[3]